# Żółta Ławka
Żółta Ławka (słow. Žltá lávka, niem. Gelbe Bank, węg. Sárga-pad) – głęboko wcięta przełęcz położona na wysokości 2281 m n.p.m. w słowackich Tatrach Wysokich. Znajduje się w grani, którą na południowy wschód wysyła Mały Lodowy Szczyt. Oddziela ona Żółty Szczyt (precyzyjniej Żółtą Basztę) od Drobnej Turni. Nie jest ona dostępna dla ruchu turystycznego, taternicy bardzo rzadko używają jej do przejścia między Dolinką Lodową a Doliną Staroleśną, gdyż wygodniejsze jest przejście przez pobliską Czerwoną Ławkę. Niemniej stanowi ona dla nich ważny dostęp do Żółtego Szczytu.
Polskie i zagraniczne nazewnictwo Żółtej Ławki pochodzi od sąsiadującego Żółtego Szczytu. Przed wykonaniem dokładnych pomiarów jej wysokość była szacowana na około 2310 m.

## Historia
Pierwsze wejścia turystyczne:
- József Déry i Paul Spitzkopf, 12 sierpnia 1899 r. – letnie,
- József Dobrovics, Jenő Serényi i Zoltán Votisky, 12 kwietnia 1914 r. – zimowe[3].